# Varades

Varades este o comună în departamentul Loire-Atlantique, Franța. În 2009 avea o populație de 3,518 de locuitori.